# Rhadinaea taeniata
Rhadinaea taeniata är en ormart som beskrevs av Peters 1863. Rhadinaea taeniata ingår i släktet Rhadinaea och familjen snokar.
Denna orm förekommer med flera från varandra skilda populationer i centrala och sydvästra Mexiko. Arten lever i bergstrakter mellan 1650 och 2200 meter över havet. Den vistas i skogar med tallar och ekar. Rhadinaea taeniata besöker ibland jordbruksmark. Honor lägger ägg.
För beståndet är inga hot kända. Hela populationen anses vara stabil. IUCN kategoriserar arten globalt som livskraftig.

## Underarter
Arten delas in i följande underarter:
- R. t. aemula
- R. t. taeniata